# Suillia bicolor
Suillia bicolor is een vliegensoort uit de familie van de afvalvliegen (Heleomyzidae). De wetenschappelijke naam van de soort is voor het eerst geldig gepubliceerd in 1838 door Zetterstedt.

## afbeeldingen

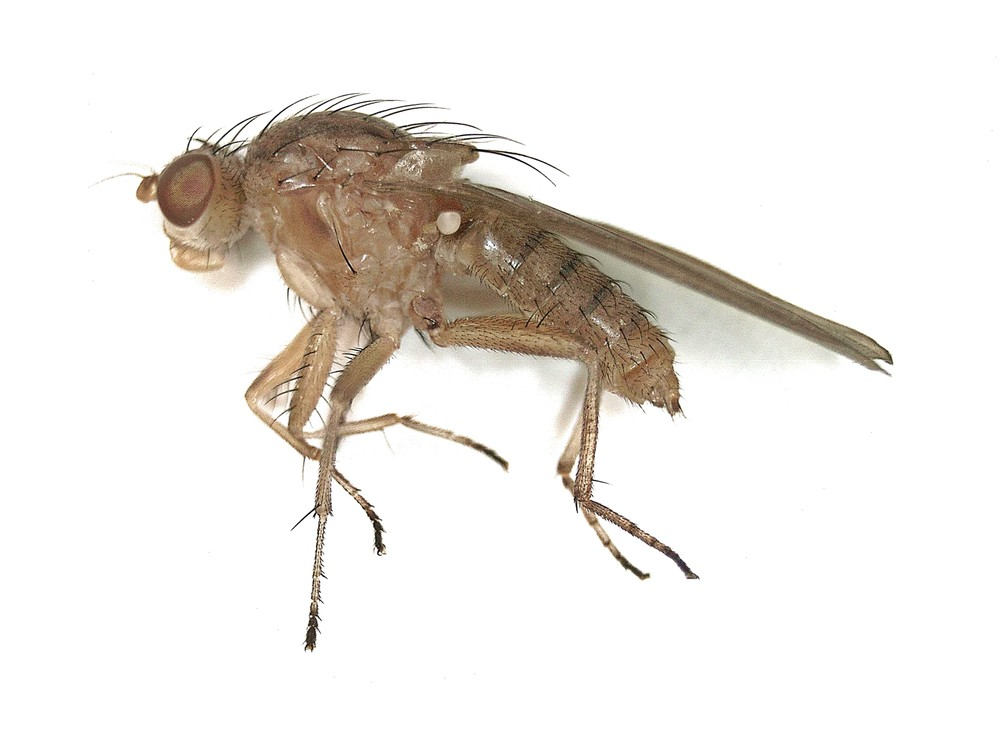
zijkant
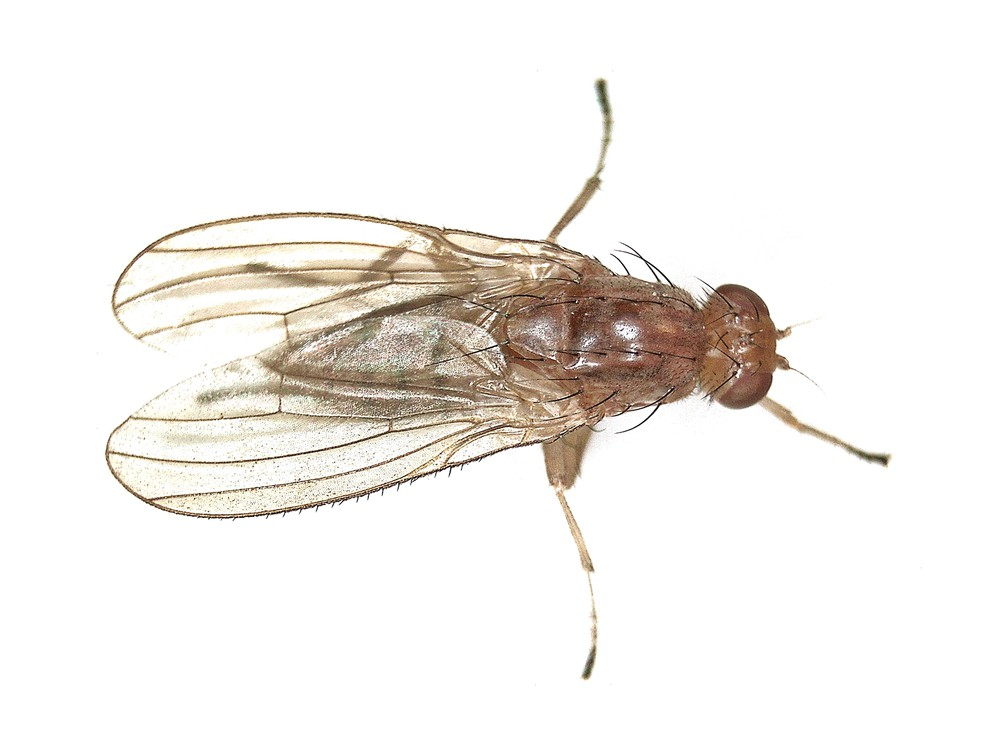
bovenkant
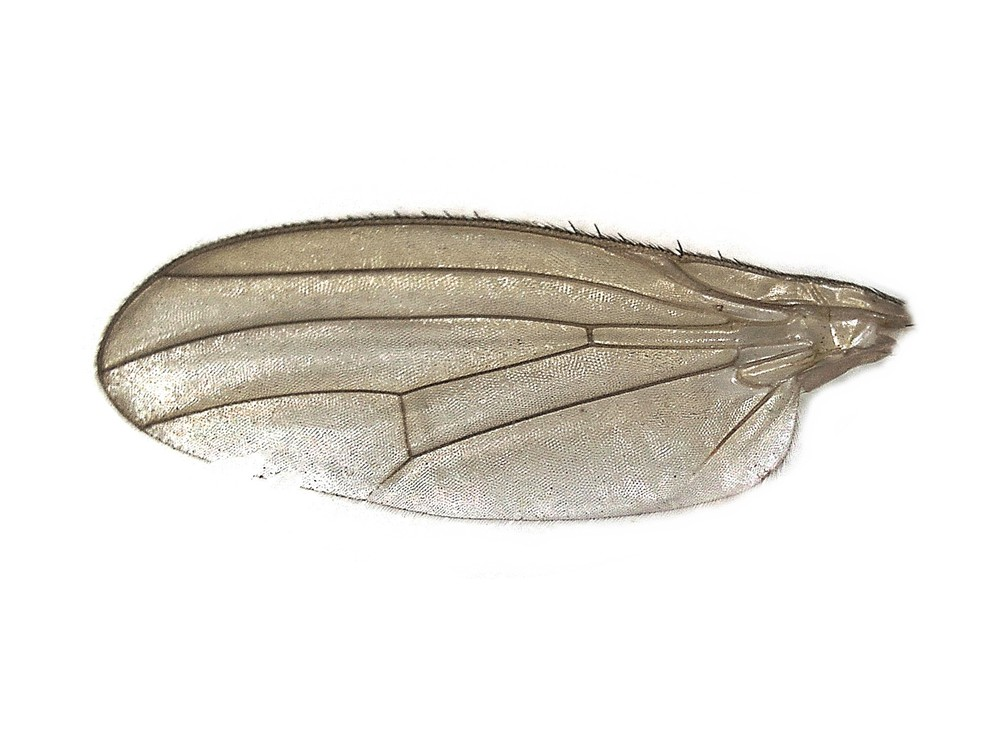
vleugel